# Brottsrubricering
Brottsrubricering är en hänvisning till en bestämd brottsbeskrivning i lagen vid åtal för ett begånget brott. En brottsrubricering framställs genom att en gärning kopplas samman med en bestämmelse i brottsbalken och därmed förklarar att den begångna handlingen är brottslig. Varje gärning skall, för att kunna ses som ett brott, motsvara en gärningsbeskrivande bestämmelse i strafflagstiftningen, och varje sådan bestämmelse namnger gärningen på något sätt, så att den till exempel kallas mord eller stöld. Brott kan benämnas som ringa brott, brott av normalgraden och grovt brott.